# Храм Тамкуна (Саукэйвань)
Храм Тамкуна (Tam Kung Temple, 筲箕灣譚公廟) — даосский храм, расположенный в Гонконге, в районе Саукэйвань и посвящённый морскому божеству Тамкуну (Tam Kung, 譚公 или Tam Tai Sin, 譚大仙). Район Саукэйвань издавна был рыбацкой деревней, и местные рыбаки почитали Тамкуна, уберегавшего в море от непогоды. Храм был построен в 1905 году на месте более древнего святилища, в 1908, 1944 и 1954 годах подвергался реконструкции. В 2002 году Комитет китайских храмов провёл масштабное восстановление храма Тамкуна, при этом сохранив его исторический облик. Является историческим памятником Гонконга первой категории. 
Согласно легенде, Тамкун родился в приморском городе Хойчжоу в период династии Юань. Уже в 12 лет он обладал способностью предсказывать погоду, управлять ветром и дождём, а также исцелять больных, что сделало его очень популярным божеством среди гуандунских рыбаков (в 20 лет Тамкун стал бессмертным и с тех пор изображается молодым и со свежим лицом). 
Храм построен по всем правилам фэншуй — фасадом к морю и задней стороной к холму. Перед храмом лежит большой валун с отметиной Тамкуна. В храме находятся важные реликвии: статуя Тамкуна, раньше стоявшая в храме Коулун-Сити, железный колокол, алтарь и каменная плита эпохи династии Цин, а также небольшая деревянная джонка и лодка-дракон. Кроме Тайкуна, являющегося главным божеством, в храме поклоняются богу войны, богу литературы, богине милосердия, богине моря, богу медицины, богу огня, матери дракона, богам пяти удач и покровительнице беременных женщин.
Каждый год в храме проходит празднование дня рождения Тамкуна, которое сопровождается процессиями и театральными представлениями (в том числе танцем дракона и танцем льва).   